# Hamizan Sulaiman
Hamizan Aziz Sulaiman (ur. 10 kwietnia 1989) – brunejski piłkarz występujący na pozycji napastnika, reprezentant swego kraju.

## Kariera
Sulaiman od 2007 roku gra w rodzimym klubie QAF FC, z którym dwukrotnie zdobył tytuł mistrza kraju. W 2011 roku przeszedł do Indera SC.
W reprezentacji narodowej Sulaiman zadebiutował w 2009 roku. Wystąpił w niej w czterech oficjalnych meczach, w których nie strzelił żadnego gola.